# Ягупов, Роман Юрьевич
Роман Юрьевич Ягупов (рум. Roman Iagupov; род. 13 сентября 1973 года в Волгограде) — молдавский певец, вокалист рок-группы Zdob și Zdub. Народный артист Молдавии (2020).

## Биография
В возрасте одного года Роман переехал с семьёй в Молдавию, учился в школе города Страшены и Институте физической культуры и спорта Кишинёва, после окончания преподавал физкультуру в 33-й школе Кишинёва. Во время учёбы Ягупов создал рок-группу, которая получила название Zdob și Zdub. Дебют группы состоялся в Москве на фестивале «Учитесь плавать» в 1994 году, а спустя два года на том же фестивале группа выступала на разгореве у Rage Against the Machine. Для фестиваля была записана песня «Hardcore Moldovenesc», ставшая визитной карточкой группы. В 2000 году популярность группе принесла и кавер-версия на песню «Видели ночь» группы «Кино».
Вскоре группа начала свой переход от традиционного хардкора к фолк-року. Это проявилось на вышедшем в 2003 году альбоме «450 овец». В 2005 году группа представляла Молдавию на «Евровидении» в Киеве с песней «Bunica Bate Doba» (на сцене выступила также Лидия Беженару) и заняла 6-е место — высшее на тот момент достижение Молдавии на Евровидении (перебито в 2017 году), однако, по словам Романа, многие фанаты не поняли такой переход от альтернативной музыки к фолк-музыке. В 2011 году снова побывал с группой на Евровидении, выступив в Дюссельдорфе с песней «So Lucky» и заняв 12-е место. Исполняет песни на молдавском/румынском, английском, украинском и русском языках.

## Личная жизнь
Мать Романа по происхождению молдаванка, известная певица, которая исполняла и народные песни, и оперу. Первая жена — диджей Ёлка Флиман, в браке родилась дочь Алиса (с Ёлкой Роман расстался в 2004 году, во втором браке замужем за Григорием Алхазовым). Вторая жена — Каролина Войтенко, молдавская художница украинского происхождения (лингвист по образованию), от этого брака есть сын Давид; также, по словам Романа, у Каролины есть и 25-летняя дочь от другого брака. Критически относится к политике.

## Награды и звания
- Орден Почёта (20 мая 2022 года) — за артистический талант, оригинальность и плодотворную творческую деятельность, за выступление на Международном песенном конкурсе «Eurovision-2022», принёсшее нашей стране седьмое место в финале, и за значительный вклад в продвижение имиджа Республики Молдова за рубежом[10].
- Медаль «За гражданские заслуги» (1 февраля 2002 года) — за успехи в творческой работе, высокое исполнительское мастерство и плодотворную концертную деятельность[11].
- Народный артист Молдавии (31 августа 2020 года) — за плодотворную деятельность в области культуры, вклад в продвижение духовно-нравственных ценностей и высокое профессиональное мастерство[12].
- Мастер искусств Молдавии (25 мая 2005 года) — за плодотворную творческую деятельность, успехи, достигнутые на Международном песенном конкурсе «Eurovision-2005», и вклад в утверждение достойного имиджа республики за рубежом[13].